# Robert Barrat (Journalist)
Robert Barrat (* 12. März 1919 in Douai, Département Nord; † 16. August 1976 in Paris) war ein französischer Autor, Journalist und vehementer Verfechter des Antikolonialismus.

## Leben und Wirken
1937 begann Barrat in Paris sein Studium an der École normale supérieure (Quartier Latin). Im darauffolgenden Jahr unternahm er eine ausgedehnte Reise durch Algerien und begann die Kolonialpolitik seines Landes zu hinterfragen.
Während der deutschen Besetzung war Barrat Mitglied der Résistance und unterstützte die Forces françaises libres. Noch im Jahr der Befreiung von Paris begann Barrat als Journalist zu arbeiten und im darauffolgenden Jahr berief man ihn zum Chefredakteur der Zeitung Témoignage chrétien.
Durch diese Arbeit machte Barrat u. a. die Bekanntschaft des Orientalisten Louis Massignon und gründete mit diesem eine Hilfsorganisation für arabische Flüchtlinge aus Bethlehem (Westjordanland). Zwischen 1950 und 1955 fungierte Barrat parallel zu seinen journalistischen Aufgaben auch als Generalsekretär des Centre catholique des intellectuels franças (CCIF). Als solcher wurde er im Oktober 1954 eingeladen, den Innenminister François Mitterrand auf dessen Informationsreise nach Algerien zu begleiten. Da Barrat sich als Gegner der Union française auch gegen die Französische Doktrin aussprach, unternahm er zusammen mit einigen gleichgesinnten Kollegen im Jahr darauf eine eigene Reise nach Algerien. Dabei traf er mit einigen Freiheitskämpfern zusammen und berichtete anschließend ausführlich in einer Reihe von Artikeln im France-Observateur.
Diese Aktion brachte ihm einen mehrtägigen Gefängnisaufenthalt ein und wurde ohne Anklage wieder freigelassen, als sich sofort darüber breiter Widerstand in den Medien und in der Bevölkerung formierte. Im November desselben Jahres gründete Barrat das Comité d'action des intellectuels contre la guerre d'Algérie. Über dieses Komitee organisierte Barrat 1956 ein Treffen von Pierre Mendès France und den Vertretern der FLN Salah Louanchi und Ahmed Taleb Ibrahimi.
Zusammen mit Jacques Panijel, Paul Thibaud und Pierre Vidal-Naquet gründete Barrat 1960 die Zeitschrift Vérite-Liberté. Parallel dazu betraute man ihn mit der Leitung des Pariser Büros der Zeitschrift Afrique Action. Im September desselben Jahres sprach sich Barrat als Unterzeichner des Manifests der 121 wiederum gegen den Algerienkrieg aus. Als Initiator dieser Aktion wurde er für 16 Tage im Gefängnis Fresnes inhaftiert.
Am 16. August 1976 starb Robert Barrat im Alter von 57 Jahren in Paris und fand dort auch seine letzte Ruhestätte.

## Schriften (Auswahl)
Aufsätze
- The Marshal Pétain. In: Commonweal, Bd. 54 (1951), S. 233–235, ISSN 0010-3330
- De Gaulle and the bomb. Commonweal, Bd. 71 (1959/60), S. 439–440, ISSN 0010-3330
- In France. Communism after Hungary. In: Commonweal, Bd. 65 (1956/57), S. 462–464, ISSN 0010-3330
- The great debate on EDC. In: Commonweal, Bd. 59 (1953/54), S. 494–496, ISSN 0010-3330

Bücher
- Justice pour Maroc. Seuil, Paris 1953 (Vorwort von François Mauriac)
- Charles de Foucauld et la fraternité. Seuil, Paris 1961.
- Un journaliste au cœur de la guerre d'Algérie. Éditions de l'Aube, La Tour-d'Aigues 2001, ISBN 2-87678-670-2.
- Les Maquis de la liberté. Éditions de l'Aube, La Tour-d'Aigues 1988.
- Algérie 1956. Livre blanc sur la répression. Éditions de l'Aube, La Tour-d'Aigues 2001, ISBN 2-87678-668-0 (Vorwort von Pierre Vidal-Naquet).